# Franciszków (powiat wołomiński)
Franciszków – wieś w Polsce położona w województwie mazowieckim, w powiecie wołomińskim, w gminie Tłuszcz. Ma status sołectwa.
| SIMC    | Nazwa           | Rodzaj     |
| ------- | --------------- | ---------- |
| 0521526 | Brzeziny        | przysiółek |
| 0521532 | Budziska        | przysiółek |
| 1060122 | Cichów          | przysiółek |
| 0521561 | Kątniki-Kolonia | przysiółek |
| 0521578 | Kobiel          | przysiółek |

W czasie okupacji niemieckiej mieszkająca we wsi rodzina Sasinów udzieliła pomocy Adamowi Kapitańczykowi. W 2011 roku Instytut Jad Waszem podjął decyzję o przyznaniu Franciszce i Janowi Sasinom tytułu Sprawiedliwych wśród Narodów Świata.
W latach 1975–1998 miejscowość należała administracyjnie do województwa ostrołęckiego.
Wieś jest siedzibą rzymskokatolickiej parafii św. Józefa Oblubieńca Najświętszej Maryi Panny we Franciszkowie.